# Acanthermia samia
Acanthermia samia är en fjärilsart som beskrevs av Druce 1898. Acanthermia samia ingår i släktet Acanthermia och familjen nattflyn. Inga underarter finns listade i Catalogue of Life.